# Passenger
Passenger fue una banda de metal alternativo, formada como proyecto paralelo  del vocalista de Anders Fridén de la banda sueca de death metal melódico In Flames.

## Historia
Passenger fue formada en 1995 por Patrik Sten y Niklas Engelin. Ambos integrantes querían que la banda tuviera un sonido diferente al de sus proyectos principales. Al principio la banda se llamaba "Cliff". Bajo el nombre de Cliff grabaron dos demos en el Studio Fredman. Después de que la banda hiciera una pausa, Niklas Engelin, quien ya había sido miembro en vivo para In Flames en el Whoracle tour, pidió a Anders Fridén, el vocalista de esta, unirse a Passenger.
En el año 2000 la banda regresó de su descanso y grabó un demo. En el 2001, la banda grabó otro demo con algunas versiones de las canciones "Used", "In My Head", "Circus" y "Drowning City". Después de lanzar esos demos, grabaron su álbum debut Passenger del cual se realizó un video de la canción "In Reverse".
Patrik Sten dijo en febrero del 2004 en su página web que ya estaba en proceso la grabación de su segundo álbum. Anders Fridén, el vocalista líder de In Flames y Passenger confirmó que casi no tenía tiempo para atender el proyecto debido a compromisos con su banda In Flames, por lo cual la banda se encontraba en una pausa indefinida. Pero en una entrevista tiempo después, confirmó que tomaría un descanso de In flames para iniciar las grabaciones del segundo disco de Passenger, que finalizará en el 2010.

## Integrantes
- Anders Fridén – voz – (también en In Flames, ex-Dark Tranquillity)
- Patrik J. Sten – batería – (también en The Fifth Sun, ex Transport League)
- Niklas Engelin – guitarras – (también en In Flames, Engel, ex Gardenian)
- Håkan Skoger – bajo – (ex Headplate, ex Gardenian)

## Discografía
- Passenger (2003) (Century Media)